# Braid
Braid är ett prisbelönat plattforms- och pussel-datorspel till Xbox 360, Playstation 3, Mac och PC, skapat av datorspelsutvecklaren Jonathan Blow. Det finns tillgängligt för nedladdning på nätet (genom respektive konsols nedladdningstjänst) och kan inte köpas i butik. Braid är ett plattformsspel där spelaren måste manipulera tiden för att lösa pussel.
Spelet lanserades till Xbox 360 den 6 augusti 2008, Windows 10 april 2009, Mac 20 maj 2009, Playstation 3 (NTSC) den 12 november 2009 och Playstation 3 (PAL) den 17 december samma år.

## Handling
Tim söker efter en prinsessa som "har tagits av ett ont och avskyvärt monster" ("has been snatched by a horrible and evil monster"). Relationen mellan Tim och prinsessan är vag och det enda man egentligen vet är att Tim har gjort ett misstag som han vill få ogjort. I början av varje av de sex världarna får spelaren möjlighet att läsa några böcker som ger mer insikt i Tims sökande. På den sista banan i spelet rör sig allting utom Tim baklänges och man får se prinsessan fly från en riddare och samarbeta med Tim för att mötas hemma vid huset. Precis framme somnar prinsessan och Tim kan inte ta sig in. Istället vänder tiden och ogör alla Tims handlingar. Man får se hur prinsessan flyr från Tim samtidigt som hon försöker sätta hinder i hans väg, men som han undviker. Till sist blir hon räddad av riddaren, och Tim visar sig vara monstret som prinsessan flydde från.
Efter slutet av spelet följer flera texter som spelaren kan läsa. Slutet av spelet är medvetet mångtydigt och har varit mål för flera olika tolkningar.

## Utveckling

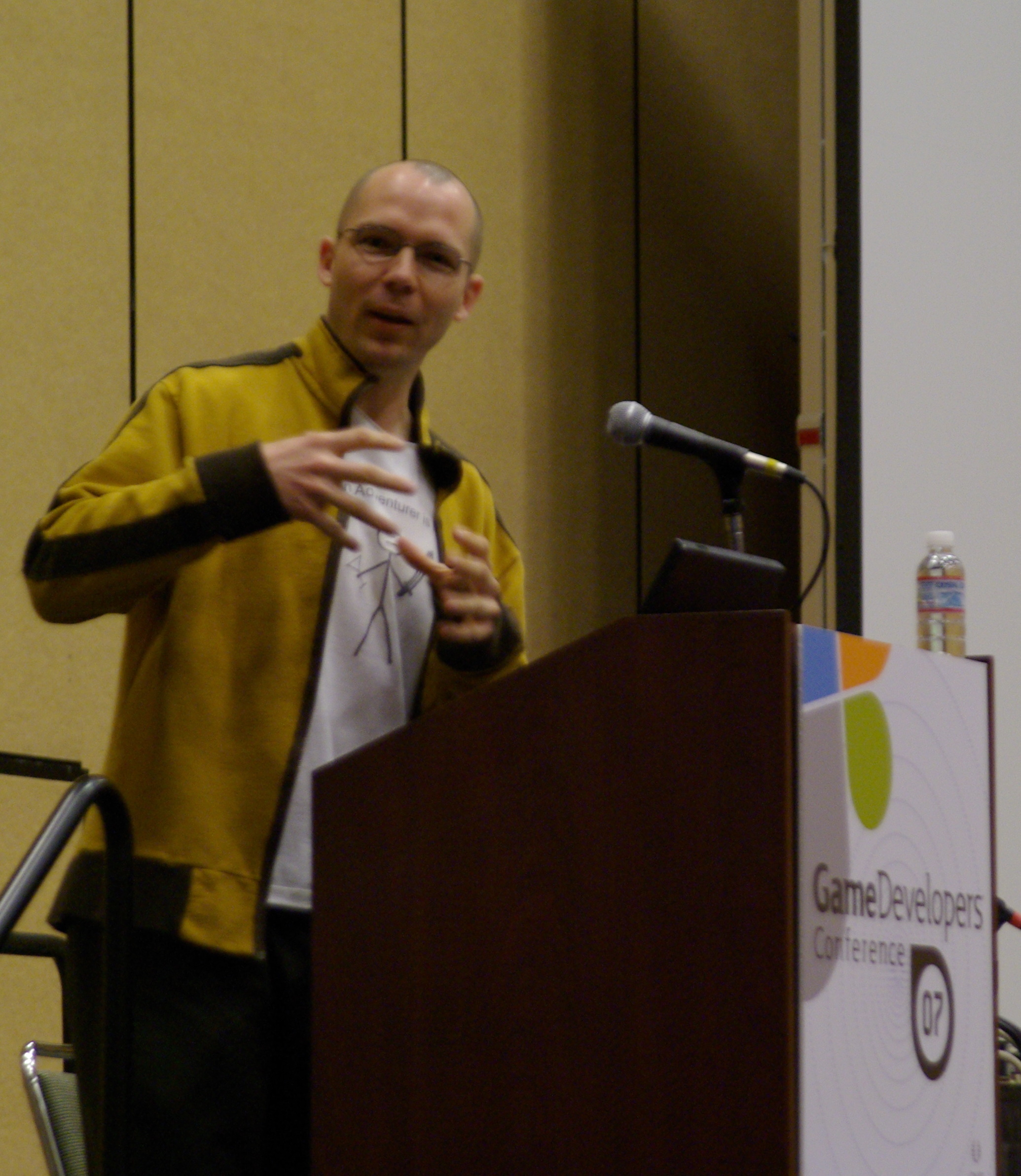
Jonathan Blow, skaparen av Braid

John Blow inspirerades till Braid under en vistelse i Thailand 2004 där han också skapade en spelprototyp. I april året därpå påbörjade han det riktiga utvecklingsarbetet med spelet. I december 2005 var en version med alla världar och pussel i spelet klar. Denna version vann designpriset på Independent Games Festival vid 2006 års Game Developers Conference. Under tiden som Blow arbetade med att hitta en habil illustratör till spelet småjusterade han samtidigt i pusslen för att få ett bättre resultat.
Under de 3 år som spelet tog att utveckla spenderade Blow omkring 200 000 US dollar (cirka 1 400 000 SEK); det mesta gick till att hyra David Hellman som illustratör och egna levnadskostnader. 
Blow hade ett par spelmekaniker uttänkta som inte kom med i slutversionen av spelet. En av dessa mekaniker som han valde att inte fortsätta utveckla innebar att världen saknade tidsriktning. Detta skulle tvinga spelaren att klara banorna genom att endast göra saker som var möjliga att göra baklänges. Till exempel skulle spelaren förbjudas att hoppa ner från en hög höjd eftersom de inte skulle kunna göra ett så högt hopp om tiden gick baklänges. Även om Blow inte används just denna idé märkte han att tillbakaspolning kunde användas i andra aspekter av spelet. Efter att ha valt ut de spelmekaniker han ville jobba med, började han lägga till pussel till spelet och kasta de som var minst intressanta. Blow ville att tillbakaspolningen skulle påverka världen mer än vad den gör i datorspel som Prince of Persia: The Sands of Time, Blinx: the Time Sweeper, och Timeshift och valde att göra spelet i 2D för att kunna fokusera på speldesignen. I en intervju nämner Blow att vissa saker i Braid skulle varit omöjliga eller väldigt röriga i ett 3D-perspektiv.
Vissa säger att Blows nästa spel, The Witness, kommer att vara ännu bättre än Braid även om Blow själv inte vill jämföra dem.

### Musiken
Spelet innehåller musik skapad av de tre kompositörerna Cheryl Ann Fulton, Shira Kammen och Jami Sieber från skivbolaget Magnatune.

## Mottagande
| Mottagande             | Mottagande                        |
| Samlingsbetyg          | Samlingsbetyg                     |
| Tjänst                 | Betyg                             |
| ---------------------- | --------------------------------- |
| Gamerankings           | 92% (Xbox 360) 91% (PC) 92% (PS3) |
| Metacritic             | 93% (Xbox 360) 90% (PC) 93% (PS3) |
| Recensionsbetyg        |                                   |
| Publikation            | Betyg                             |
| 1UP.com                | A+ (Xbox 360)                     |
| Edge                   | 9/10 (Xbox 360)                   |
| Eurogamer              | 10/10 (Xbox 360)                  |
| Gamespot               | 9.5/10 (Xbox 360)                 |
| IGN                    | 8.8/10 (Xbox 360) 8.8 (PC)        |
| Official Xbox Magazine | 9/10 (Xbox 360)                   |

När Braid lanserades till Xbox Live Arcade möttes det av väldigt god kritik, med ett samlingsbetyg av 93% hos Metacritic blev spelet det högst rankade på Xbox Live Arcade  och det 10:e högst rankade Xbox 360-spelet.